# Nathan Burgers
Nathan Burgers, né le 20 mars 1979 à Ayr (Queensland), est un joueur australien de hockey sur gazon.

## Palmarès
- Médaille de bronze aux Jeux olympiques de Londres en 2012[1]